# نبرد براندی‌وین
نبرد براندی‌وین (انگلیسی: Battle of Brandywine) همچنین شناخته شده با نام دیگر نبرد نهر براندی‌وین مبارزه‌ای بود بین ارتش آمریکا به رهبری ژنرال جرج واشینگتن و ارتش بریتانیا تحت رهبری ژنرال سر ویلیام هاو که در تاریخ ۱۱ سپتامبر ۱۷۷۷ روی داد. ارتش بریتانیا در این جنگ ارتش آمریکا را شکست داد و آنها را به اجبار مجبور به عقب‌نشینی به سمت فیلادلفیا کرد.

## نگارخانه

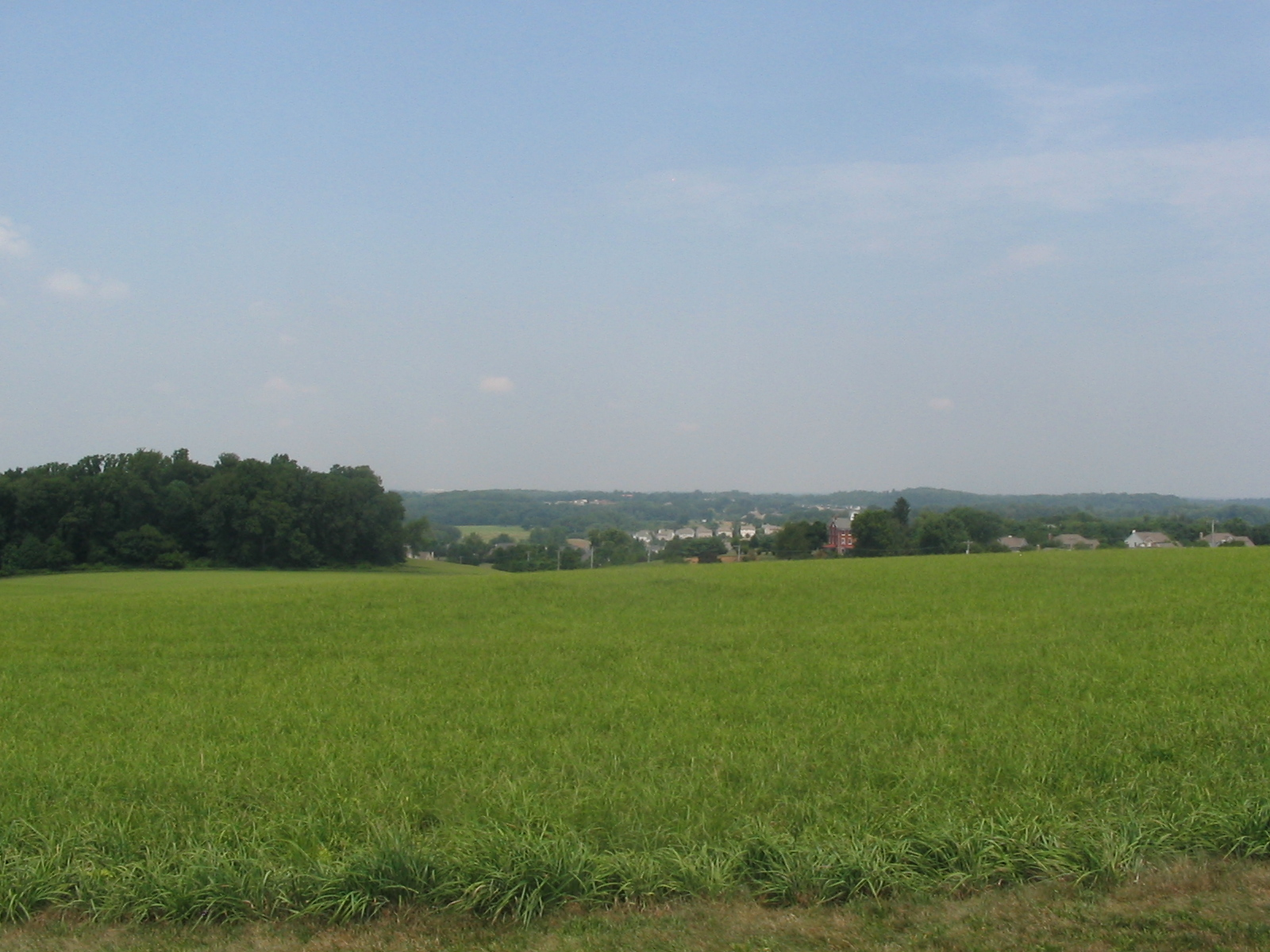
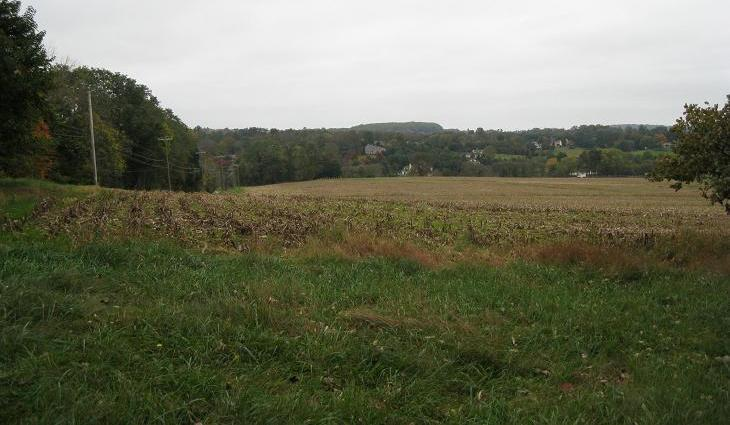
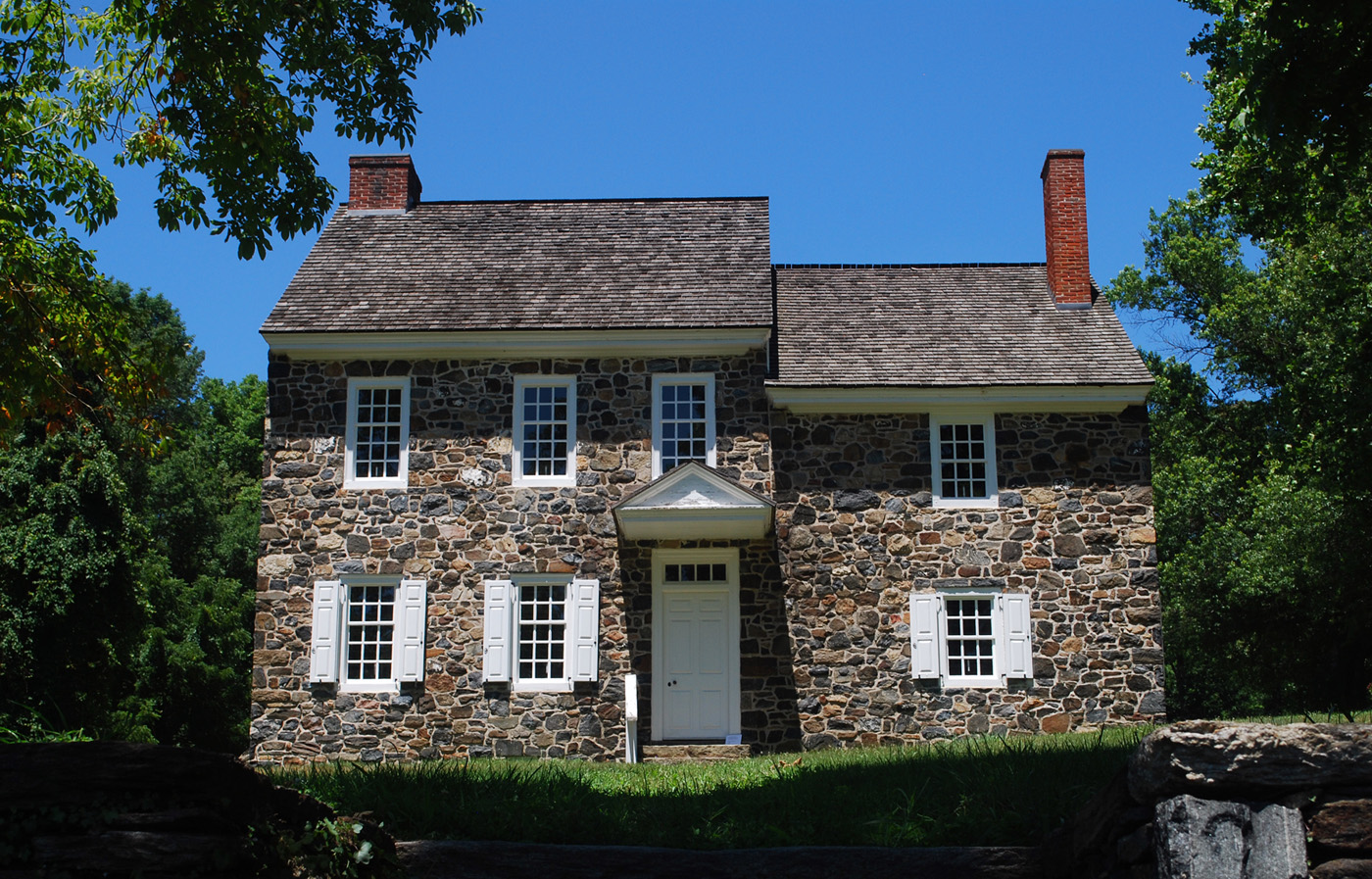
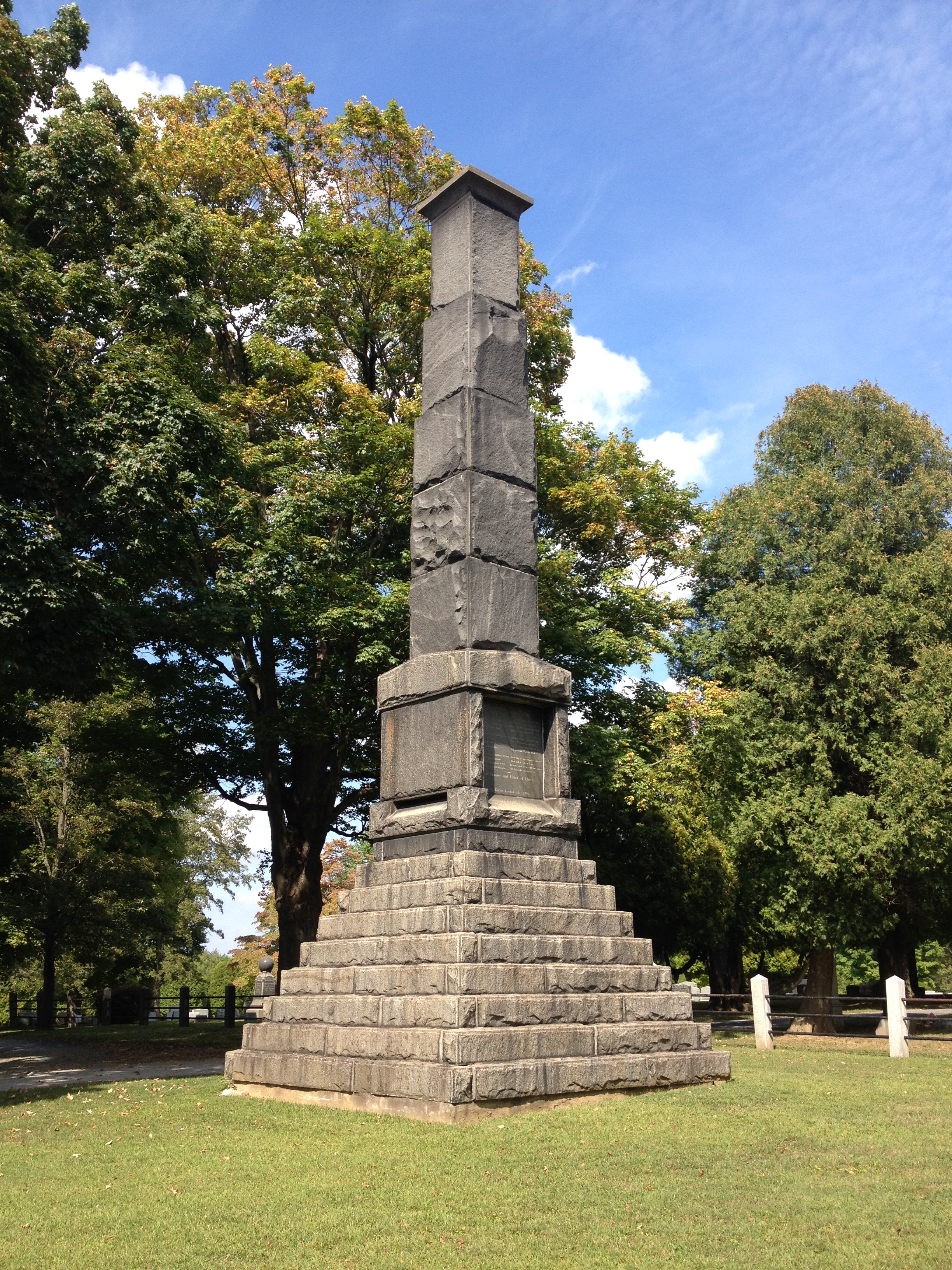
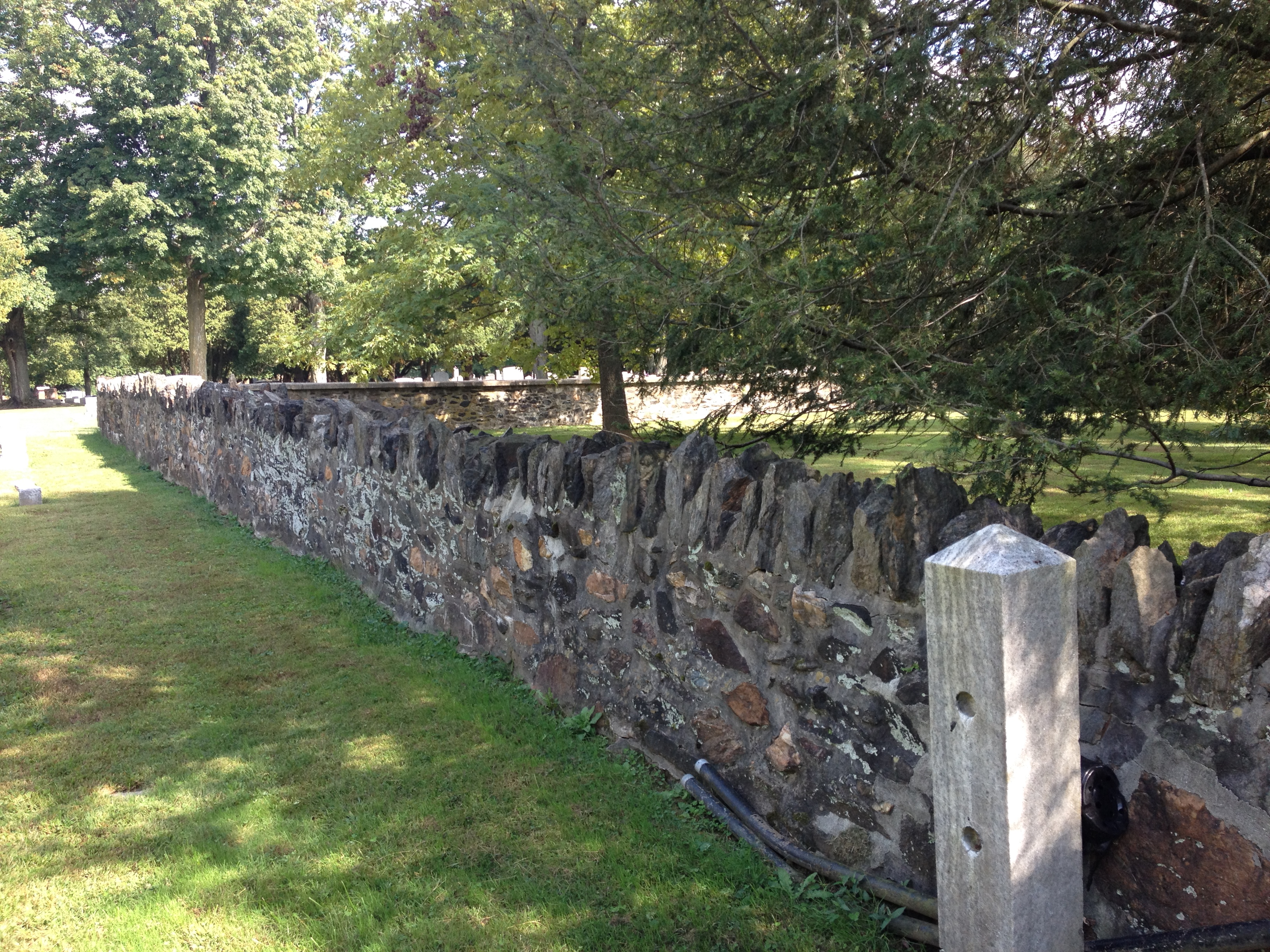
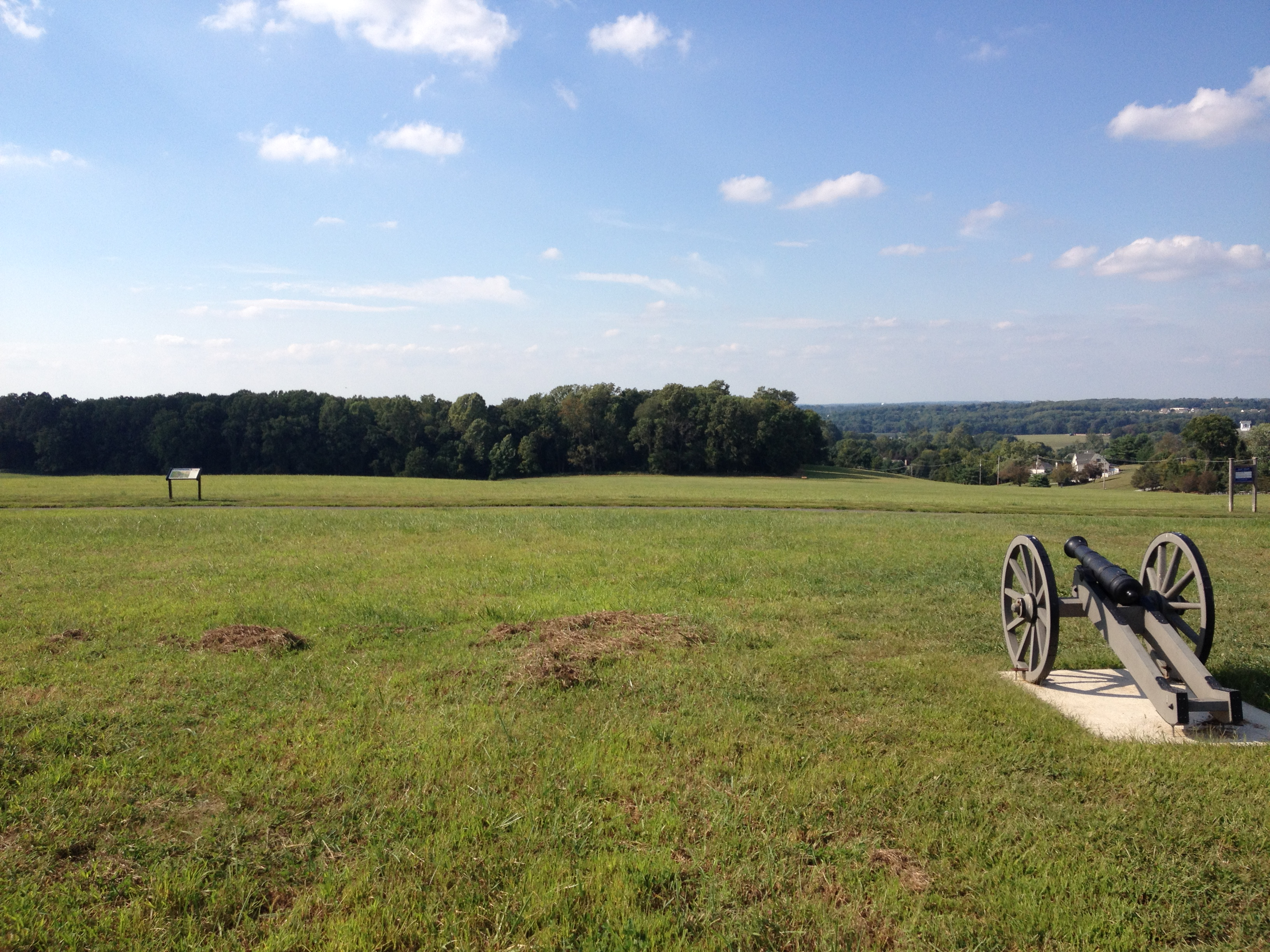
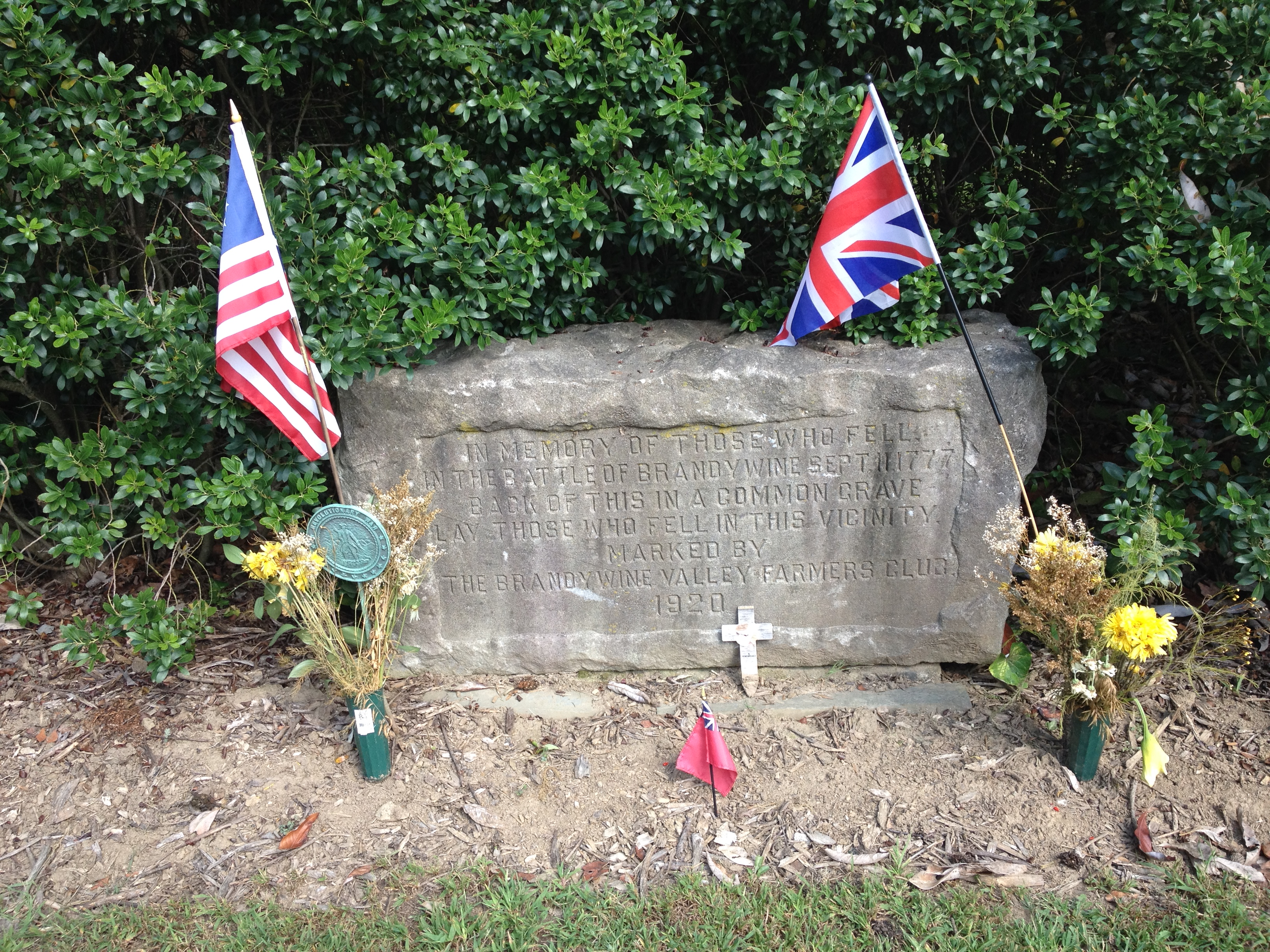